# アンボーン
『アンボーン』（原題：The Unborn）は、2009年のアメリカ合衆国の超常現象ホラー映画。日本では劇場未公開で、ジェネオン・ユニバーサルからビデオソフトが発売された。

## ストーリー
女子大生のケイシーはある悪夢を見た夜から、不吉な出来事に悩まされていた。彼女の瞳は変色してしまい、そのことを医師の相談すると、それは双子だけが患う病気なのだと言われ、そして彼女には母の胎内で死んだ双子の兄ジャンピーがいたことが判明する。そのことを詳しく知るために母の遺品を調べると、ソフィという老婆が深く関わっていることを知る。ソフィを訪ねたケイシーは、彼女から全ての惨事はジャンピーに取り憑いた悪霊が復活するためなのだと聞かされる。

## 出演
| 役名                         | 俳優                     | 日本語吹替 |
| ---------------------------- | ------------------------ | ---------- |
| ケイシー・ベルドン           | オデット・ユーストマン   | 川庄美雪   |
| ラビ・センダック             | ゲイリー・オールドマン   | 山路和弘   |
| ロミー                       | ミーガン・グッド         | 東條加那子 |
| マーク                       | キャム・ギガンデット     | 阪口周平   |
| ゴードン・ベルドン           | ジェームズ・レマー       | 大林隆介   |
| ソフィ・コズマ               | ジェーン・アレクサンダー | 麻生美代子 |
| アーサー・ウィンダム         | イドリス・エルバ         | 山野井仁   |
| ジャネット・ベルダン         | カーラ・グギノ           |            |
| レスター・コールドウェル医師 | C・S・リー               |            |
| ミスター・シェルズ           | リス・コイロ             |            |
| リサ                         | レイチェル・ブロズナハン |            |

## 評価
批評家の反応は芳しくなく、Rotten Tomatoesでの支持率は12%だった。

## サウンドトラック
ラミン・ジャヴァディによるスコア盤が発売された。日本では発売未定。
アメリカ盤トラックリスト
1. The Unborn
2. The Glove
3. Jumby Wants To Be Born Now
4. Twins
5. Mom's Room
6. Barto
7. Possessed
8. Experiments
9. Breaking Mirrors
10. Dybuk
11. The Doorway's Open
12. Sofie's Letter
13. Medicine Cabinet
14. Bugs
15. Book Of Mirrors
16. Circle Of Trust
17. Hex Or Schism
18. Inhabit The Helpless
19. Sefer Ha-Marot
20. Casey